# Divisione di Jalpaiguri
La divisione di Jalpaiguri è una divisione dello stato federato indiano del Bengala Occidentale, di 14 722 015 abitanti. Il suo capoluogo è Jalpaiguri.
La divisione di Jalpaiguri comprende i distretti di Cooch Behar, Darjeeling, Dinajpur Meridionale, Dinajpur Settentrionale, Jalpaiguri e Malda.
Fino al 2015 comprendeva Dahala Khagrabari, l'unica enclave di 3º livello al mondo.